# Henry Duncan Graham Crerar
Henry Duncan Graham Crerar CH, CB, DSO, KStJ, CD, PC, kanadski general, * 28. april 1888, † 1. april 1965.

## Življenjepis
Med prvo svetovno vojno je bil artilerijski častnik.
V letih 1940 in 1945 je bil načelnik Generalštaba Kanadske kopenske vojske.
Med letoma 1944 in 1945 je bil poveljnik 1. armade (osvobodil Dieppe, Zelandijo in Holandijo).